# Il porto sepolto
Il porto sepolto è la prima raccolta di poesie di Giuseppe Ungaretti, pubblicata per la prima volta a Udine nel 1916 ed è anche il nome di una poesia nella quale Ungaretti esplicita la sua poetica.

## Descrizione
A seguito delle battaglie sul Carso, a cui Ungaretti prese parte, l'autore cominciò a redigere un taccuino di poesie. Questi componimenti sono presentati alla stregua di un "Diario" del fronte, redatto dall'autore a partire dal Natale 1915, fino all'ottobre 1916: ogni poesia, quasi tutte di argomento bellico, è accompagnata dall'indicazione di un luogo e una data.
Questo primo nucleo poetico fu poi raccolto dall'amico Ettore Serra, un giovane ufficiale, e infine stampato, in 80 copie, presso una tipografia di Udine nel 1916, con il titolo Il porto sepolto.
Nel 1923, a testimoniare il legame con il fascismo, viene pubblicata una seconda edizione de il porto sepolto con prefazione di Benito Mussolini.
La poesia d'esordio della raccolta, In memoria, è dedicata all'amico d'infanzia Moammed Sceab, morto suicida nel 1913 nella stanza dell'albergo parigino di rue des Carmes che condivideva con Ungaretti.
La seconda, breve, poesia dà il titolo alla raccolta: essa inizia dalla suggestione del porto di Alessandria d'Egitto, città dove il poeta è nato e cresciuto, ed è rappresentativa della poetica di Ungaretti.
La quarta poesia, Veglia, esprime l'attaccamento alla vita durante la battaglia, con linguaggio espressionistico.
La poesia Soldati descrive la precarietà della vita del soldato con l'immagine autunnale delle foglie che cadono dagli alberi.
La poesia San Martino del Carso paragona con immediatezza lo strazio della guerra a quello dei sentimenti di chi la vive.

## Musica
Il compositore Mirco De Stefani ha realizzato il ciclo Quartetti Ungarettiani per quartetto d'archi ispirato a dieci poesie de Il Porto Sepolto.

## Edizioni

### Italiane
- II porto sepolto, Udine, Stabilimento tipografico friulano, dicembre 1916.
- II porto sepolto, La Spezia, Stamperia Apuana, 1923.
- Il porto sepolto, edizione commentata a cura di Carlo Ossola, Milano, Il Saggiatore, 1981.
- Il porto sepolto, Venezia, Marsilio, 1990, con introduzione di Carlo Ossola.

### Internazionali
- (EN) The Buried Harbour: Selected Poems of Giuseppe Ungaretti, Leros Press, 1990.